# Walter Pater
Walter Horatio Pater (Shadwell, al sud-est de Londres, Anglaterra, 4 d'agost de 1839 - Oxford, 30 de juliol de 1894) va ser crític literari, escriptor d'assaigs i historiador de l'art. En l'àmbit professional va destacar fonamentalment com a professor de la Universitat d'Oxford, i per seus escrits teòrics (els quals indubtablement van contribuir a definir i establir l'esteticisme).

## Biografia
Walter Pater va néixer el 4 d'agost de 1839, molt a prop de Shadwell, Anglaterra. Era el petit de quatre germans fills del metge Richard Glode Pater. El 28 de gener del 1842, quan només tenia tres anys va morir el seu pare, i el 1853 amb catorze anys, va morir la seva mare. Aquest fet va marcar el seu pensament posterior sobre la brevetat de la vida. Juntament amb els seus germans, es va traslladar a Enfield (Londres) on va poder assistir a Enfield Grammar School i va ser alumne de forma individual pel director.
El 1853, va ser enviat a The King's School, (Canterbury), on la bellesa de la catedral va fer una impressió que romandria en ell tota la vida. Allà, Pater va llegir els primers volums de Modern Painters de John Ruskin i així va descobrir el món de l'art. Va guanyar una exposició a l'escolta amb la qual va poder accedir, el 1858 a Queen's College (Oxford). Entre el 1857 i 1858, va tenir una primera fase de dubte religiós, paral·lelament al seu inici de creació poètica.
Al llarg dels seus estudis universitaris, Pater va adquirint una àmplia cultura llegint obres de Gustave Flaubert, Gautier de Costes de La Calprenède, Henry Swinburne, William Makepeace Thackeray, George Berkeley, David Hume, Thomas Carlyle, John Stuart Mill, Thomas de Quincey, John Keats, Walter Scott. És en aquesta època que Pater tradueix regularment obres de
Gustave Flaubert y de Charles Augustin Sainte-Beuve. Probablement va ser a Alemanya, on Pater passava les seves vacances i on la seva família estava instal·lada, que el citat aprengués alemany i en conseqüència, comencés a llegir obres de Johann von Goethe, de Georg Wilhelm Hegel i d'altres filòsofs alemanys.
El 1862 va morir la seva tieta, i es va fer càrrec de les seves dues germanes, les quals es va endur a Anglaterra. La menor d'elles, Clara (1841 – 1910), va dedicar-se a l'educació de dones i després entre 1898 i 1900 impartirà classes a Londres. Des de la seva infància Pater tenia interès per ser pastor anglicà, però de la mateixa manera que molts dels seus seguidors del moment, va perdre definitivament la fe en Òxford. En ser denunciat davant del Bisbat de Roermond, es va veure obligat a renunciar i des d'aleshores es va dedicar a una formació universitària. Al voltant dels 1860, Pater va decidir quedar-se a Oxford on, igual que la seva germana, va impartir classes particulars i posteriorment, gràcies als seus coneixements d'idioma i filosofia alemanya, va obtenir un lloc en la Brasenose College (1864). Allà va desenvolupar la seva carrera professional. A finals de la dècada (1869), va instal·lar-se definitivament amb les seves dues germanes.
Durant la seva maduresa, va escriure regularment a la revista Fortnightly Review  mentre escrivia diferents essajos de les seves obres més conegudes. El 1876, publicà Romanticism (Romanticisme) a la revista The Macmillan's Magazine i va escriure diferents articles que varen ser publicats a les revistes Contemporary Review, The Oxford Magazine Arxivat 2014-07-01 a Wayback Machine. o Harper's New Monthly Magazine entre d'altres.
El 30 de juliol del 1894 Walter Pater morí, deixant a les seves dues germanes Clara (qui moriria el 1910) i Herster (qui moriria el 1922). El seu germà (William), nascut quatre anys abans, ja havia mort. La relació entre ells està poc documentada, però sembla que va ser freda i distant.

## Obres

### Primeres publicacions
Les primeres obres que es coneixen de Pater van ser escrites el 1856, quan tenia disset anys. Eren un conjunt de poemes entre els quals hi havia St Elizabeth of Hungary (Santa Elisabet d'Hungria), The Chant of the Celestial Sailors (El Cant dels Mariners Celestials) i Poets Old and New (Antics i Nous Poetes). Aquell mateix any els va cremar. Un any més tard, va escriure Cassandra (Cassandra). El 1858 va escriure els poemes Song of Mermaid (Cançó de Sirena), My Cousin (El meu cosí), The Fan of Fire (El ventilador de Foc).
Tot i haver començat a escriure aquests diferents poemes, la primera publicació de Pater va ser Coleridge's Writings(Els Escrits de Coleridge), l'any 1866 a través de la Westminster Review que dirigia en aquell moment John Chapman. Un any després i a la mateixa revista va publicar un assaig sobre Johann Joachim Winckelmann on fa reflexió sobre Grècia i sobre el naixement de la cultura i de l'art en l'àmbit europeu.
A l'octubre del 1868, Pater publica Poems by William Morris, un estudi a consciència sobre els poemes de William Morris. En aquesta obra parla dels esmentats poemes un a un i n'exalça la sensualitat. Un any més tard, firma per primera vegada un article, Notes on Leonardo Da Vinci.
Els anys 1871 i 1872 publica a Fortnightly Review. Primer A Fragment of Sandro Botticelli, més tard Pico della Mirandola i per acabar The Poetry of Michelangelo. El 1872 també publica a The Academy un article amb el nom de Children in Italian and English Design. A finals d'any escriu Aucassin and Nicolette, Luca della Robbia, Joachim du Bellay i el Prefaci pel seu imminent llibre de El Renaixement.

### The Renaissance. Studies in Art and Poetry(El Renaixement. Estudis d'art i poesia)

#### Prefaci
Walter Pater explica que definir la bellesa en termes concrets (no abstractes), resulta extremadament complicat. L'estudiant d'estètica, en aquest sentit podríem dir que intenta trobar no la seva fórmula universal, sinó aquella que n'expressa la seva manifestació. Per a fer això, el crític d'estètica ha de respondre algunes preguntes, com per exemple "Quin efecte em produeix realment? Em dona gaudi?" entre d'altres. Qui aconsegueixi respondre a aquestes preguntes d'una manera adequada, no caldrà que es qüestioni què és la bellesa de manera abstracta, ja haurà arribat on havia d'arribar. El crític d'art, doncs, s'ha de preocupar de les sensacions, més o menys agradables, que produeixen els objectes, i aconseguir trobar els motius que produeixen aquesta bellesa en els sentits.
En totes les èpoques hi ha hagut gran artistes, el que resulta important és aconseguir trobar el veritable geni del període, o en altres paraules, el veritable sentiment del període.
L'obra de Walter, primer de tot explica el que entén pel mot Renaixement, anant més enllà del que s'havia dit originàriament en el sentit que ens retorna a l'antiguitat clàssica al segle xv, ja que aquest aspecte seria tan sols un dels seus nombrosos punts, posant en un punt destacat la vibració i il·lustració de l'esperit humà que ens aporta. Tot i així no s'ha d'oposar a l'art cristià, com tampoc a separar-lo radicalment de l'edat mitjana. Ja a l'edat mitjana va començar aquest culte al cos i a la ruptura del sistema religiós, i, en aquest sentit, va representar un Renaixement primerenc. És però a Itàlia, al segle xv, on Walter assenyala el principal interès del Renaixement, en tots els amplíssims àmbits on va incidir.

#### Conclusions
Quan es va publicar l'obra Studies in The History of The Renaissance (Estudis de la història del Renaixement), el 1873, es va retitular The Renaissance: Studies in Art and Poet (El Reneixament: Estudis d'art i poesia) a partir de la segona edició el 1877. Aquest escrit es va reeditar posteriorment, l'any 1888 i 1893. A la tercera edició (1888) Pater hi va incloure l'assaig titulat The School of Giorgione (L'escola de Giorgione), que ja havia publicat anteriorment a la Fortnightly Review. Aquest assaig és el que inclou la màxima:

| « | All art constantly aspires towards the condition of music “(Tot art constantment aspira evolucionar fins a la condició de la música). | » |

El 1873, el primer cop que aquesta obra va veure la llum, la seva part Conclusió, va generar molta polèmica pel seu “materialisme” i “hedonisme”. El fet que “l'art ve a nosaltres sense cap altra pretensió que la d'embellir la nostre existència a mesura que aquesta passa, i pel sol amor de les hores fugitives” es considerava amoral, ja que per Pater l'art no tenia pretensions educatives, i si les tingués, només educaria en la sensibilitat artística.
Al cap d'uns anys, el 1876, William H. Mallock va parodiar a Walter Pater a la revista The New Republic, deixant-lo d'esteticista efeminat. Va provocar una gran controvèrsia. Al desembre del mateix any, Pater volia respondre-li a la revista Fortnightly Review, però al final va decidir deixar-ho de banda i dedicar-se a l'ensenyament i l'escriptura.

### Marius The Epicurean(Màrius l'Epicuri) iImaginaty Portaits(Retrats imaginaris)
Entre els anys 1860 i 1880, Pater va ser el centre d'atenció per dues bandes. Per una banda, era el protagonista d'un cercle intel·lectual d'Oxford el qual era format per escriptors, poetes i personatges importants del moment. Per l'altre, era conscient de la seva influència a través dels efectes que havia provocat la "Conclusió" de la seva obra El Renaixement.
El 1878 va publicar el primer dels seus retrats imaginaris Imaginary Portraits 1. The Child in the House (Retrat imaginari 1. El nen a la casa), text semi autobiogràfic on es tracten les experiències formatives d'un noi envers la bellesa i la mort. Aquest va ser el primer d'una sèrie que servia a Pater per tractar diferents temes que l'ocupaven. Tots tenen en comú que no hi ha diàleg sinó que són narracions per tal de poder examinar psicològicament bé als personatges, els quals sempre són homes joves, bells i infeliços.
Després de realitzar aquesta sèrie, va estar un any inactiu i del 1880 al 1885, va escriure a la revista Fortnightly Review diferents estudis com The Beginnings of Greek Sculpture. I. The Heroic Greek Art (Els inicis de l'escultura grega. I. L'heroic art grec), The Beginnings of Greek Sculpture. II. The Age of Graven Images (Els inicis de l'escultura grega. II. L'edat de les imatges de Graven) i  The Marbles of Aegina (El marbres d'Egina), a més d'un parell de poemes i esporàdiques publicacions a la revista de Macmillan. Tenia poca activitat literària perquè estava preparant una obra romàntica extensa (Marius the Epicurean) que li requeria molt de temps en investigacions.
El 1885 enllesteix Marius the Epicurean (Màrius l'Epicuri) és un retrat imaginari d'un noi que viu a l'època de la Dinastia Antonina. Pater en aquesta obra fa un paral·lelisme entre l'època en què viu Màrius i la seva, comparant en profunditat les sensacions i idees d'un jove romà que persegueix un ideal de vida que comparteixi i complementi la sensació amb la reflexió. Aquesta obra explora en detall diferents filosofies i religions (el pensament d'Heràclit, l'Estoïcisme, el cristianisme…) i les compara amb els equivalents moderns de l'època victoriana. El jove Màrius treballa com a secretari de l'emperador Marc Aurèli i allà es troba amb Cornelius, un jove cristià a qui dona la llibertat abans de morir i després d'haver rebut l'extremunció per part dels cristians. És en aquest context on l'autor exposa les seves idees.
Va ser una obra que va rebre moltes crítiques, però a la vegada va tenir molt d'èxit. El mateix 1885 va sortir la segona edició i al cap de pocs anys (1892) la tercera.

### Appreciations(Apreciacions) iPlaton and Platonism(Plató i el platonisme)
El 1889 Walter Pater va publicar Appreciations; with an Essay on "Style". És un conjunt d'onze assajos de literatura Anglesa, dos dels quals escrits durant la dècada dels 60, cinc d'aquests escrits en la dècada dels 70 i la resta, durant la dècada dels 80. Tots aquests assajos havien estat publicats amb anterioritat a The Westminster, The Fortnightly, Macmillan's i Scribner’s Magazine. A més també conté dos assajos introductoris a les seccions de "Coleridge" (el qual canvia de la versió de 1866) i de Dante Gabriel Rossetti (aquest, publicat anteriorment el 1883, uns mesos després de la seva mort).
La segona edició de Apreciations es fa el 1890, Pater hi suprimeix Aesthetic Poetry. I en el seu lloc hi posa Octave Feuillet's Morte, una examinació de les creences del moment a partir de la novel·la de Feuillet.
El 1893, un any abans de morir, publica Palto and Platonism (Plató i Platonisme). En aquesta obra reprèn les idees de les conferències fetes anteriorment als seus estudiants i també publicades a les revistes amb anterioritat. En aquesta obra fa una reflexió filosòfica sobre els presocràtics, explicant les dues tendències (Heràclit i Parmènides respectivament), presentant l'estilisme i la sensualitat, els diàlegs de Plató i sobre els conceptes de l'antiguitat grega.

## Publicacions pòstumes
Ja mort, trobem que el 1895 (un any després de la mort de Walter Pater) el seu amic Charles Lancelot Shadwell va fer una recopilació de diversos escrits que Pater havia fet sobre Grècia, i els va publicar a l'obra Greek Studies. Uns anys més tard, Shadwell va fer una altra recopilació, en aquest cas sobre diverses obres i retrats imaginaris de Pater, que va publicar a Miscellaneous Studies.
També trobem que les obres de Pater Notre-Dame d'Amiens i Vézelay, es van relacionar àmpliament amb l'arquitectura religiosa francesa, sobre la qual Pater havia mostrat un interès especial durant les seves nombroses estades a França. Ja el 1864, Shadwell va realitzar una espècie d'homenatge a Pater, publicant el seu primer text Diaphaneitè, sobre el qual Shadwell en va elevar notablement el seu estil i la seva bellesa. Shadwell, el 1896, també va publicar la novel·la de Pater, Gaston de Latour, que estava inacabada.
Finalment, hem de destacar que, el 1901, Macmillian (editor de diverses obres de Pater durant els seus últims anys de vida), va publicar una edició de The Collected Edition of Pater's Works, reeditada en nombroses ocasions posteriorment.

## Pensament esteticista
Walter Pater va definir la seva estètica en el "Prefaci" del Renaixement (1873), i va continuar aprofundint i refinant la mateixa en texts posteriors. Al "Prefaci", concretament, defensa una aproximació subjectiva i relativista de la vida i de l'art.
El pensament de Pater, del qual se’l considera un dels fundadors és l'esteticisme. Aquest es basa en la doctrina que l'art existeix per a benefici de la seva exclusiva bellesa i que aquesta ha de ser elevada per sobre de la moral i dels temes socials.
Pater defensa en El Renaixement, que l'important no és veure una obra d'art del seu context, sinó més aviat a considerar el seu efecte i, posteriorment, desfer-lo. En ignorar la definició filosòfica abstracta de la bellesa i posant l'accent en la funció estètica que el crític reconeix quan s'enfronta a una obra d'art en particular, Pater aplaca la seva teoria d'evitar l'estudi desinteressat de la peça que no té en compte el seu efecte i centres de l'atenció de la crítica sobre la sensació que evoca al seu lloc.
Per tant, l'apreciació estètica de la bellesa és l'ingredient essencial en la consideració d'una imatge de text, la poesia o d'una altra manera com l'art.
Més tard, sorgeix l'expressió de l'art per l'art, definida com un sistema de creences que defensa l'autonomia de l'art, tot deslligant-lo de raons funcionals, pedagògiques o morals, i privilegiant l'estètica.
Per tal d'entendre com Pater a través del seu treball va fundar una unitat adequada per a la crítica d'art, és important tenir en compte també el paper que les seves idees (sobre l'estètica) van tenir més endavant i també els crítics contemporanis. Idea conceptual del crític de la bellesa és que la imatge i la composició d'una obra d'art estètica són essencials per a l'avaluació de la qualitat de la peça.

### Influències
Cap al final de la vida de Pater, els seus escrits estaven tenint una influència important. Els principis del que va començar a ser conegut com el Moviment Estètic, eren en gran part atribuïbles a ell. El seu efecte es va fer sentir especialment en un dels principals defensors del moviment, Oscar Wilde, que li va rendir homenatge l'any 1891 a l'obra The Critic as Artist (El crític com a Artista). A més, seguirà aprofundint en les reflexions de Pater en la Segona Fase del Moviment, fins a fer-se popular.
Entre els crítics i historiadors d'art influenciats per Pater trobem a Roger Fry, Richard Wollheim, Kenneth Clark. Entre els literaris modernistes també va causar gran influència, per exemple en Marcel Proust, James Joyce, William Butler Yeats, Paul Valéry, Ezra Pound, TS Eliot i Wallace Stevens. La influència de Pater es pot observar en les novel·les de principis del segle xx, posaant de manifest el valor del monòleg interior i de la consciència reflexiva. En la crítica literària, l'èmfasi de Pater en la subjectivitat i en l'autonomia del lector, va ajudar a preparar el camí per a les aproximacions revolucionàries als estudis literaris de l'època moderna.

## Edicions i traduccions
Al català ha estat traduït El Renaixement. Estudis d'art i poesia, títol original The Renaissance. Studies in Art and Poetry. A càrrec de Marià Manent. Aquesta traducció ha estat publicada el maig de 2012 per l'editorial Adesiara en una sola edició.

### Documents electrònics
- Westminster Review Consultat el 12 de maig del 2014.
- Fortnightly Review Consultat el 12 de maig del 2014.
- The Oxford Magazine Arxivat 2014-07-01 a Wayback Machine. Consultat el 12 de maig del 2014.
- The Collected Edition of Pater's Works Consultat el 22 de maig del 2014.